# Ернст-Роберт Гравиц
Ернст-Роберт Гравиц (на немски: Ernst-Robert Grawitz) е германски лекар и служител на СС.

## Кариера
Гравиц е роден в Шарлотенбург, в западната част на Берлин. Като Райхсарц-СС, Гравиц е и ръководител на германския Червен кръст. Гравиц финансира нацистки опити за „изкореняване на извратения свят на хомосексуалиста“ и изследване на опитите за „лекуване“ на хомосексуалност. Това включва експериментиране със затворници в нацистки концентрационни лагери. Той отговаря за „ентусиазирани“ експерименти върху затворниците в концентрационния лагер.
Гравиц е също така част от групата, която отговаря за убийството на психично болни и хора с увреждания в програмата „Евтаназия“ в Акция Т4, особено детска евтаназия от 1939 г.
В допълнение, изследователи, както в, така и извън СС искат да експлоатират „доставките“ на затворниците, държани в лагерите на СС, и да ги използват като „човешки опитни мишки“ за експерименти. За целта заинтересованите страни трябва да подадат молба до Гравиц, който изпраща исканията до Райхсфюрер-СС Хайнрих Химлер, който след това дава окончателно одобрение.
Към края на Втората световна война в Европа Гравиц е лекар във Фюрербункерa на Адолф Хитлер. Когато научава, че други служители напускат Берлин, за да избягат от съветската Червена армия, Грамиц иска от Хитлер да му позволи да напусне Берлин. Искането му е отхвърлeно. Тъй като Съветската армия напредва към Берлин, Гравиц се самоубива със семейството си с гранати в дома си в Бабелсберг.